# Муніципальний аеропорт Санта-Барбара
Муніципальний аеропорт Санта-Барбара (англ. Santa Barbara Municipal Airport) (IATA: SBA, ICAO: KSBA, FAA ідент. місц.: SBA) – аеропорт, який знаходиться на відстані 11 км від міста  Санта-Барбара, округ Каліфорнія. Аеропорт займає площу 384 Га.
Неподалік аеропорту знаходиться Університет Каліфорнії у Санта-Барбарі та місто Голіта.